# Dadaab
Dadaab es un asentamiento semiárido en el condado de Garissa, Kenia. Es el lugar donde se asienta una gran base del Alto Comisionado de las Naciones Unidas para los Refugiados (ACNUR) que sirve como alojamiento de 329 811 personas en cinco campos desde octubre de 2015, convirtiéndolo en el mayor complejo de campos de refugiados en el mundo. Dadaab se encuentra a unos 100 kilómetros de la frontera entre Kenia y Somalia, y la ciudad más cercana es Garissa, que es la sede de la provincia del Noroeste.
Su población está compuesta principalmente de refugiados somalíes huidos de la guerra civil somalí, algunos de los cuales se dedican al pastoreo. El resto de la economía local gira en torno a los servicios dirigidos a los refugiados.